# Sarah Waters
Sarah Ann Waters OBE (* 21. Juli 1966 in Neyland, Wales) ist eine britische Schriftstellerin. Bekannt ist sie für ihren Roman Tipping the Velvet sowie ihre folgenden Romane Affinity, Fingersmith und The Night Watch. Waters lebt gegenwärtig in Kennington, London.

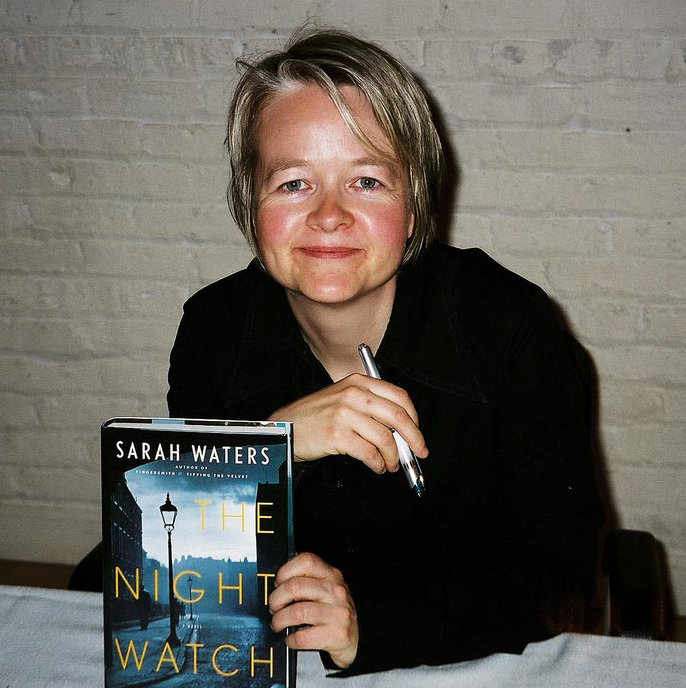
Sarah Waters signiert ihr Buch The Night Watch (2006)

## Leben
Waters wurde 1966 in Neyland, Pembrokeshire, Wales, geboren. Ihre Mutter war Hausfrau und ihr Vater Ingenieur in einer Erdölraffinerie. Waters beschreibt ihre Familie als „Idylle, sehr sicher und umsorgt“.
Waters erwarb einen Bachelor in englischer Literatur an der University of Kent und einen Master an der Lancaster University sowie einen PhD für ihre Dissertation mit dem Titel Wolfskins and togas: lesbian and gay historical fictions, 1870 to the present. Ihre Dissertation diente ihr als Inspiration und Material für künftige Bücher. Als Teil ihrer Arbeit las sie Pornographie des 19. Jahrhunderts, wodurch sie zu dem Titel ihres ersten Romans Tipping the Velvet gelangte; dieser ist ein viktorianischer Slangbegriff für Cunnilingus.
Ihre Romane behandeln lesbische Themen. Ihr erster Roman Tipping the Velvet wurde 1998 von Virago publiziert. Der Roman gewann den Betty Trask Award und wurde gelistet für den Mail on Sunday/John Llewelyn Rhys Prize. 2002 wurde der Roman adaptiert für eine dreiteilige Fernsehserie auf BBC Two. Tipping the Velvet wurde in 24 Sprachen übersetzt.
Ihr zweiter Roman Affinity wurde 1999 veröffentlicht. Affinity gewann den Stonewall Book Award und den Somerset Maugham Award. 2002 wurde ihr dritter Roman Fingersmith publiziert. Der Roman wurde für den Booker Prize und den Orange Prize gelistet. Fingersmith wurde für eine Serie auf BBC One übernommen, in der Sally Hawkins, Elaine Cassidy und Imelda Staunton spielen. Vier Jahre später 2006 veröffentlicht Waters den Roman The Night Watch.

## Schriften
- Tipping the Velvet (dt. Die Muschelöffnerin. ISBN 978-3-930041-80-0), 1998
- Affinity (dt. Selinas Geister, aus dem Englischen von Stefanie Retterbush), 1999
- Fingersmith (dt. Solange du lügst, aus dem Englischen von Stefanie Retterbush, ISBN 978-3-930041-88-6), 2002
- The Night Watch (dt. Die Frauen von London. ISBN 978-3-7466-2475-4), 2006
- The Little Stranger 2009, (dt. Der Besucher, aus dem Englischen von Ute Leibmann, Lübbe Ehrenwirt, Köln 2011, ISBN 978-3-431-03830-9)
- The Paying Guests (dt. Fremde Gäste. ISBN 978-3-7857-2565-8), 2014

Adaptionen
- Tipping the Velvet, 2002, BBC Two
- Fingersmith, 2005, BBC One
- Affinity, 2008, Logo Channel
- The Night Watch, 2011, BBC Two
- The Handmaiden, 2016, Park Chan-wook

## Ehrungen und Preise
Waters wurde im Januar 2003 von Granta als eine der besten 20 jungen Schriftsteller Großbritanniens benannt. Im gleichen Jahr erhielt sie den South Bank Award for Literature. Waters wurde als Autor des Jahres 2003 für die British Book Awards genannt.
Jedes ihrer Romane erhielt weitere Preise.

### Tipping the Velvet
- Betty Trask Award, 1999
- Library Journal’s Best Book of the Year, 1999
- Mail on Sunday/John Llewellyn Rhys Prize (Shortlist), 1999
- New York Times Notable Book of the Year Award, 1999
- Ferro-Grumley Award for Lesbian and Gay Fiction, 2000
- Lambda Literary Award for Fiction, 2000

### Affinity
- Stonewall Book Award (American Library Association GLBT Roundtable Book Award), 2000
- Arts Council of Wales Book of the Year Award (shortlist), 2000
- Ferro-Grumley Award for Lesbian and Gay Fiction, 2000
- Lambda Literary Award for Fiction (shortlist), 2000
- Mail on Sunday/John Llewellyn Rhys Prize (shortlist), 2000
- Somerset Maugham Award for Lesbian and Gay Fiction, 2000
- Sunday Times Young Writer of the Year Award, 2000

### Fingersmith
- British Book Awards Author of the Year, 2002
- Crime Writers’ Association Ellis Peters Historical Dagger, 2002
- Man Booker Prize for Fiction (shortlist), 2002
- Orange Prize for Fiction (shortlist), 2002

### The Night Watch
- Man Booker Prize for Fiction (shortlist), 2006
- Orange Prize for Fiction (shortlist), 2006
- Lambda Literary Award, 2007